# Wetaskiwin-Camrose
Circonscription électorale provinciale du Canada
Wetaskiwin-Camrose est une circonscription électorale provinciale de l'Alberta (Canada), située au sud d'Edmonton. Elle comprend les villes de Camrose et Wetaskiwin. Son député actuel est le néo-démocrate Bruce Hinkley.

## Liste des députés
| Années | Années          | Député        | Parti politique           |
| ------ | --------------- | ------------- | ------------------------- |
|        | 1993 - 1997     | Ken Rostad    | Progressiste-conservateur |
|        | 1997 - 2001     | LeRoy Johnson | Progressiste-conservateur |
|        | 2001 - 2004     | LeRoy Johnson | Progressiste-conservateur |
|        | 2004 - 2008     | LeRoy Johnson | Progressiste-conservateur |
|        | 2008 - 2012     | Verlyn Olson  | Progressiste-conservateur |
|        | 2012 - 2015     | Verlyn Olson  | Progressiste-conservateur |
|        | 2015 - (actuel) | Bruce Hinkley | Néo-démocrate             |